# Big 12 Men’s Tennis Championships 2008

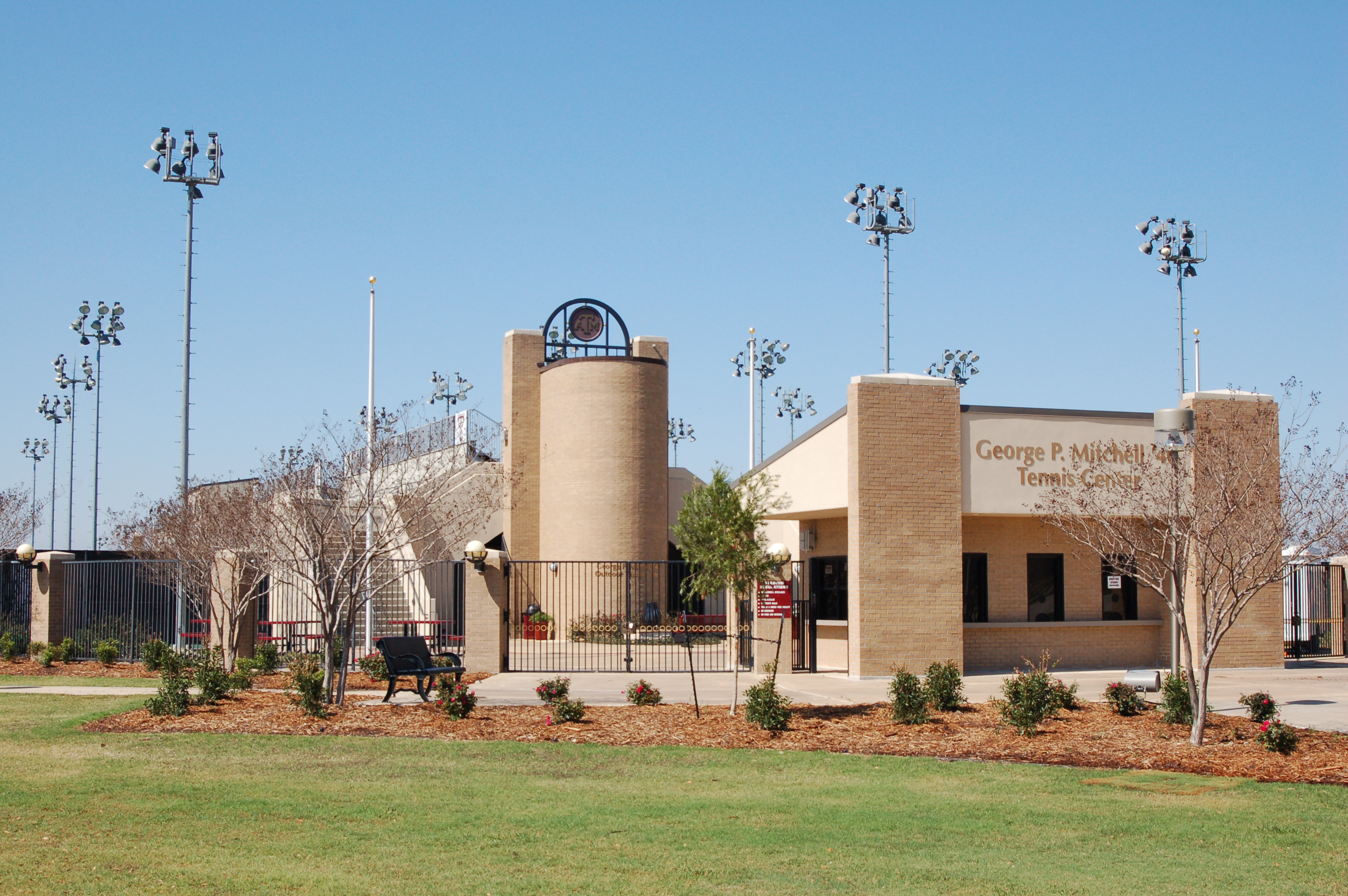
Schauplatz des Turniers: das George P. Mitchell Tennis Center

Die Big 12 Tennis Championships der Herren wurden 2008 zum zwölften Mal ausgetragen. Gespielt wurde vom 25. bis zum 27. April des Jahres. Siegerin wurde die Baylor University, die den Titel zum sechsten Mal gewinnen konnte.
Gastgeberin war zum dritten Mal seit der Gründung der Big 12 Conference die Texas A&M University. Schauplatz war das George P. Mitchell Tennis Center in College Station, Texas.

## Teilnehmende Mannschaften
An dem Turnier nahmen sieben Universitäten, die zum damaligen Zeitpunkt der Big 12 Conference angehörten, teil. Es war dieselbe Teilnehmerliste wie die der Regular Season.
| Setzliste | Universität               | Teamname               | ITA 1 | Stadt           | Bundesstaat |
| --------- | ------------------------- | ---------------------- | ----- | --------------- | ----------- |
| #1        | University of Texas       | Texas Longhorns        | 6     | Austin          | Texas       |
| #2        | Baylor University         | Baylor Bears           | 11    | Waco            | Texas       |
| #3        | Oklahoma State University | Oklahoma State Cowboys | 20    | Stillwater      | Oklahoma    |
| #4        | Texas Tech University     | Red Raiders            | 16    | Lubbock         | Texas       |
| #5        | Texas A&M University      | Texas A&M Aggies       | 27    | College Station | Texas       |
| #6        | University of Oklahoma    | Oklahoma Sooners       | 72    | Norman          | Oklahoma    |
| #7        | University of Nebraska    | Nebraska Cornhuskers   | –     | Lincoln         | Nebraska    |

## Turnierverlauf
Die topgesetzte University of Texas erhielt in der ersten Runde ein Freilos.
Die drei Viertelfinalpartien wurden am 25. April ausgetragen. Gastgeber Texas A&M konnte sich gegen Texas Tech durchsetzen; in den beiden anderen Spielen gewannen die Favoriten. Die Halbfinals fanden am Tag darauf statt. Mit Texas und Baylor gewannen die Nummer eins und zwei der Setzliste. Das Finale, das am 27. April ausgetragen wurde, gewann die Baylor University.
Dénes Lukács von Baylor wurde nach dem Ende des Turniers als bester Spieler ausgezeichnet.

### Turnierplan
|  | Viertelfinale | Viertelfinale  | Viertelfinale |                |        | Halbfinale | Halbfinale | Halbfinale |  |  | Finale | Finale | Finale |
|  |               |                |               |                |        |            |            |            |  |  |        |        |        |
|  |               |                |               |                |        |            |            |            |  |  |        |        |        |
|  |               |                |               |                |        |            |            |            |  |  |        |        |        |
|  | 1             | Texas          | 4             |                |        |            |            |            |  |  |        |        |        |
|  | 1             | Texas          | 4             |                |        |            |            |            |  |  |        |        |        |
|  |               |                | 5             | Texas A&M      | 1      |            |            |            |  |  |        |        |        |
|  | 4             | Texas Tech     | 5             | Texas A&M      | 1      | 3          |            |            |  |  |        |        |        |
|  | 4             | Texas Tech     |               |                |        | 3          |            |            |  |  |        |        |        |
|  | 5             | Texas A&M      | 4             |                |        |            |            |            |  |  |        |        |        |
|  |               |                |               |                |        | 1          | Texas      | 2          |  |  |        |        |        |
|  |               | 2              | Baylor        | 4              |        |            |            |            |  |  |        |        |        |
|  | 2             | Baylor         | 4             |                |        |            |            |            |  |  |        |        |        |
|  | 7             | Nebraska       | 0             |                |        |            |            |            |  |  |        |        |        |
|  | 7             | Nebraska       | 0             | 2              | Baylor | 4          |            |            |  |  |        |        |        |
|  |               |                |               | 2              | Baylor | 4          |            |            |  |  |        |        |        |
|  |               |                | 3             | Oklahoma State | 1      |            |            |            |  |  |        |        |        |
|  | 3             | Oklahoma State | 3             | Oklahoma State | 1      | 4          |            |            |  |  |        |        |        |
|  | 3             | Oklahoma State |               |                |        |            |            |            |  |  |        |        |        |
|  | 6             | Oklahoma       | 1             |                |        |            |            |            |  |  |        |        |        |

## Finale
| Nummer                                                                                     | Baylor (11)          | 4:2            | Texas (7)               |
| ------------------------------------------------------------------------------------------ | -------------------- | -------------- | ----------------------- |
| Datum: 27. April 2008 Ort: College Station, Texas Anlage: George P. Mitchell Tennis Center |                      |                |                         |
| Nr. 1                                                                                      | Dénes Lukács (11)    | 7:5, 6:3       | Dimitar Kutrowski (10)  |
| Nr. 2                                                                                      | David Galic          | 4:6, 7:5, 2:6  | Kellen Damico (38)      |
| Nr. 3                                                                                      | Dominik Müller (110) | 6:76, 6:4, 6:2 | Edward Corrie (46)      |
| Nr. 4                                                                                      | Gwen Corches         | 2:6, 5:7       | Luis Díaz Barriga (119) |
| Nr. 5                                                                                      | Attila Bucko         | 7:5, 1:6, 6:3  | Miguel Reyes Varela     |
| Nr. 6                                                                                      | Jordan Rux           | 6:77, 6:3, 6:3 | Milan Mihailovic        |
| Anmerkung: Es wurden keine Doppel ausgetragen.                                             |                      |                |                         |